# BBC Scotland
BBC Scotland — подразделение Британской вещательной корпорации, национальный вещатель Шотландии. Компания основана в 1968 году, офис расположен в городе Глазго.
Вместе с BBC English Regions, BBC Cymru Wales и BBC Northern Ireland является одним из региональных филиалов BBC в Великобритании. По состоянию на 2017 год в компании работает около 1250 сотрудников, которые производят 15 000 часов теле- и радиопрограмм в год.
BBC Scotland управляет телеканалами BBC One Scotland, BBC Two Scotland и BBC Alba, а также радиостанциями BBC Radio Scotland и BBC Radio nan Gaidheal.